# Хірам I (цар Сідона)
Хірам I (*д/н — бл. 761 до н. е.) — цар міста-держави Сідон в 773—761 роках до н. е.

## Життєпис
Про походження обмаль відомостей, згадується лише в одному письмовому джерелі — кассирійському клинописі 1-ї пол. VIII ст. до н.е., де йдеться про сплату царем Хіром з Сідону данини. Ймовірно зумів захопити владу наприкінці панування царя Пум'ятона або невдовзі після його смерті: між 796 і 773 роками до н. е.
Він підтвердив залежність від Ассирії, зобов'язавшись сплачувати данину. Про якихось значні події цього часу невідомо. Напевне панування його було нетривалим. Близько 761 року до н. е. Хірам I помер. Трон спадкував його онук Хірам II.